# Micro Machines (серия игр)
Micro Machines — серия видеоигр в жанре аркадных автогонок, разработанная компанией Codemasters для разных домашних игровых систем.
В гонках участвуют игрушечные машины из одноимённой серии игр компании Galoob. Гонки проходят на трассах соответствующего масштаба, которые расположены в самых невероятных местах: на бильярдном столе, в ванной комнате, на пляже или газоне и т. д.

## Игры

### Micro Machines (1991)
Micro Machines — первая игра в серии, которая заложила основу игрового процесса: гоночная игра с видом сверху вниз с миниатюрными машинками. Гоночные трассы выполнены в нетрадиционной тематике. Например, некоторые гонки проводятся на бильярдном столе, а другие — в саду. Трассы имеют предопределённый путь, по которому гонщики должны следовать — если игрок покидает заданный маршрут на слишком долгое время, он перемещается обратно на трассу. На многих трассах есть препятствия, такие как коробки с сухим завтраком на кухонных столах и точилки для карандашей на рабочих столах.
В июне 2016 года был выпущен free-to-play порт для iOS-устройств, а затем в ноябре того же года — для устройств на Android и Remix OS.

### Micro Machines 2: Turbo Tournament (1994)
Micro Machines 2: Turbo Tournament вышла в 1994 году и ввела новые виды транспортных средств, управление которых отличалось — вертолёты и суда на воздушной подушке. Игровой процесс идентичен предыдущей игре — гонки проходят с видом сверху вниз, игрок управляет миниатюрными транспортными средствами на различных трассах. Игра добавила шестнадцать новых транспортных средств.

### Micro Machines Military (1996)
В этой игре, выпущенной только как J-Cart в регионах PAL для Sega Mega Drive , представлены все новые гусеницы и военная техника. Эти автомобили оснащены оружием, позволяющим игроку атаковать противников. Игра разработана компанией Supersonic Software.

### Micro Machines V3 (1997)
Micro Machines V3 отличалась 3D -графикой и многопользовательскими матчами на 8 игроков. В нем были схемы в разных частях дома и несколько видов оружия; он также включал многопользовательскую опцию общего доступа к контроллеру.

### Micro Maniacs (2000)
Micro Maniacs это гоночная игра , которая делает нетрадиционный шаг, считая его почти побочным продуктом в рамках серии, заменяя транспортные средства бегущими персонажами, хотя они иногда используют транспортные средства для определенных трасс, такие как водные мотоциклы, скейтборды или даже пчелы. Он также имеет 3D-графику и многопользовательские игры до 8 игроков. У каждого из 12 доступных персонажей есть разные специальные атаки.

### Micro Machines V4 (2006)
Micro Machines V4 является продолжением Micro Machines V3.  В нем более 25 треков, 750 автомобилей и редактор треков, хотя редактор треков отсутствует в версиях для PSP или DS. Треки также имеют новые настройки, такие как супермаркет или бассейн. Игра разработана компанией Supersonic Software Ltd.

### Micro Machines World Series (2017)
Micro Machines World Series была выпущена 29 июня 2017 года.

## Оценки
| Русскоязычные издания | Русскоязычные издания |
| Издание               | Оценка                |
| --------------------- | --------------------- |
| Магазин игрушек       | [ 8 ]                 |

Павел Рожков из журнала «Магазин игрушек», оценивая Micro Machines 2: Turbo Tournament, отметил хороший сюжет, а слабым местом посчитал звук, и выставил оценку в 4,5 из 5.

## Список игр
- Micro Machines (1991)
- Micro Machines 2: Turbo Tournament (1994)
- Micro Machines Turbo Tournament '96 (1995)
- Micro Machines Military (1996)
- Micro Machines V3 (1998)
- Micro Machines 64 Turbo (1999)
- Micro Machines V4 (2005)
- Micro Machines World Series (2017)